# Barbar

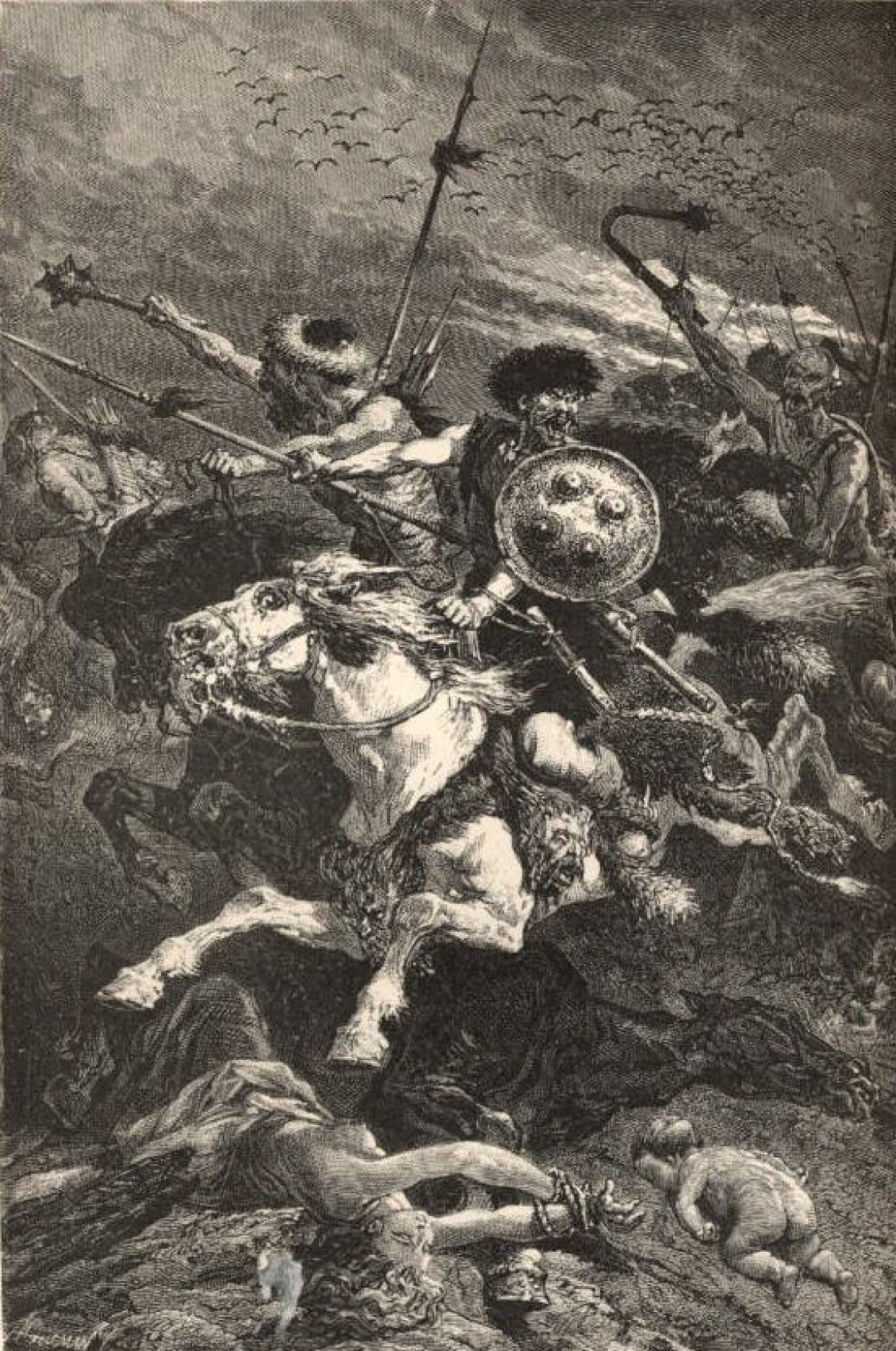
Barbari huni

Barbar sau sălbatic sunt termeni utilizați pentru a face referire la o persoană care este percepută ca fiind necivilizată. Cuvântul este adesea folosit în general ca o trimitere la membrul unei națiuni sau al unei etnii, de obicei, o societate tribală așa cum este văzută de o civilizație urbană; barbarul fiind considerat inferior sau admirat ca un sălbatic nobil. Figurativ, un "barbar" poate fi, de asemenea, o referință la o persoană brutală, crudă, războinică, insensibilă.
Termenul provine din cuvântul grecesc antic βάρβαρος (Barbaros). Idiomul grecesc "πᾶς μὴ Ἕλλην βάρβαρος" (pas mē Hellēn barbaros) literal înseamnă "cine nu este grec este un barbar". În antichitate, grecii foloseau acest termen pentru oameni din culturi diferite, dar și pentru a ironiza alte triburi și state grecești. În perioada modernă timpurie și, uneori, în cea târzie, grecii au folosit acest termen pentru turci, într-un mod clar peiorativ. Noțiuni comparabile au fost folosite de diferite civilizații non-europene. În Imperiul Roman, romanii foloseau cuvântul barbar pentru germani, celți, perși, cartaginezi, iberici, traci, iar în unele privințe chiar și pentru greci.